# Liste der Monuments historiques in Goxwiller
Die Liste der Monuments historiques in Goxwiller führt die Monuments historiques in der französischen Gemeinde Goxwiller auf.

## Liste der Bauwerke
| Bezeichnung | Beschreibung           | Standort                       | Kennzeichnung | Schutzstatus | Datum | Bild           |
| ----------- | ---------------------- | ------------------------------ | ------------- | ------------ | ----- | -------------- |
| Kelterhaus  | Kelter bezeichnet 1669 | 123, ruelle de l’Église (Lage) | PA00085293    | Inscrit      | 1991  | weitere Bilder |

## Liste der Objekte
| Bezeichnung                | Beschreibung                                                                                           | Standort                             | Kennzeichnung | Schutzstatus | Datum | Bild |
| -------------------------- | --- | ------------------------------------ | ------------- | ------------ | ----- | ---- |
| Hauptaltar                 | Altartisch, Retabel und Hochrelief Dreifaltigkeit; Holz, farbig gefasst und vergoldet, 18. Jahrhundert | in der Simultankirche St-Jean (Lage) | PM67000107    | Classé       | 1982  |      |
| Orgel                      | 1811 von Johann-Conrad Sauer gebaut, 1868 von Stiehr-Mockers überholt                                  | in der Simultankirche St-Jean (Lage) | PM67001017    | Classé       | 1987  |      |
| Instrumentalteil der Orgel | 1811 von Johann-Conrad Sauer gebaut, 1868 von Stiehr-Mockers überholt                                  | in der Simultankirche St-Jean (Lage) | PM67000108    | Classé       | 1987  |      |